# Тонкінський інцидент
Тонкі́нський інциде́нт (в'єт. Sự kiện Vịnh Bắc Bộ, англ. Gulf of Tonkin Incident) (2 серпня та 4 серпня 1964)  — загальна назва серії інцидентів, збройних сутичок у водах Тонкінської затоки у серпні 1964 року за участю військово-морських флотів США і Північного В'єтнаму. Наслідком інциденту стало прийняття Конгресом США так званої Тонкінської резолюції, що надавала президентові Ліндону Джонсону правові підстави для прямого застосування збройних сил країни у В'єтнамській війні.

## Історія
До 1964 року США здійснювали зростаючу підтримку південнов'єтнамському уряду, надаючи зброю і військових радників для ведення бойових дій проти партизанів НФВПВ, проте ще не брали безпосередньої участі у війні.
Влітку 1964 року ВМС США проводили біля берегів Північного В'єтнаму операцію «De Soto». В рамках цієї операції в Тонкінської затоці знаходився корабель, що виконував радіотехнічну розвідку. На початку серпня це завдання виконував есмінець «Меддокс».

Схема Тонкінського інциденту з пояснень американських морських офіцерів, які брали участь у конфлікті

2 серпня 1964 року о 16:30 «Меддокс», за твердженням американської сторони, знаходився в міжнародних водах. Раптово екіпаж корабля виявив три торпедних катери, що наближалися з північнов'єтнамської сторони. У момент початку нападу «Меддокс» знаходився в сорока п'яти кілометрах від узбережжя Північного В'єтнаму. Як стверджувалося у ході розслідування, катери поводилися агресивно, і капітан «Меддокса» віддав наказ зробити попереджувальний постріл. У відповідь на це вони випустили по есмінцю торпеди й обстріляли його з 12,7-мм кулеметів. «Меддокс» відкрив вогонь із 5-дюймових гармат і накрив прямим попаданням один з катерів. Приблизно о 17:30 в події втрутилися чотири винищувачі F-8Е «Крусейдер» з американського авіаносця «Тікондерога», що також знаходився в затоці. Вони дали по противникові декілька залпів ракетами, обстріляли катери з гармат і нанесли їм пошкодження. До 18.00, коли винищувачам довелося покинути район бою, вважається, що один північнов'єтнамський катер був сильно пошкоджений або навіть знищений, а два інших, «підранені», рятувалися втечею на північ. Відразу ж після відходу літаків «Меддокс» попрямував на південний схід.
Факт морського бою 2 серпня не ставиться під сумнівом жодним серйозним дослідником (він підтверджений і колишнім міністром оборони ДРВ Во Нгуєн Зіапом). Проте залишаються питання про те, де знаходився есмінець «Меддокс» (не виключено, що він вторгся в територіальні води Північного В'єтнаму). Американське керівництво воліло ніяк не реагувати на інцидент, визнавши його випадковістю. «Меддокс» отримав наказ продовжувати виконання свого завдання. До нього приєднався есмінець «Тернер Джой».
Увечері 4 серпня в Тонкінській затоці був тропічний шторм. О 20:35 оператори корабельних радарів засікли на відстані приблизно п'ятдесяти кілометрів три об'єкти, що швидко наближалися, і на обох кораблях оголосили бойову тривогу. До цього моменту капітани есмінців вже отримали по розвідувальних каналах застереження про можливий напад північнов'єтнамських катерів. Приблизно о 21:30 вечора, в темряві, унаслідок густої хмарності, становище стало загострюватися. Оператори радарів повідомили про наближення об'єктів із різних точок, а гідроакустики доповіли про те, що чують шуми двигунів дванадцяти торпедних катерів противника. Американці відкрили вогонь.
Капітан «Тернера Джоя» відмітив шлейф чорного диму, що піднімався над водою, але незабаром дим зник. Льотчики піднятих за тривогою з палуби «Тікондероги» літаків не відзначили у вказаному квадраті ні ворожих катерів, ні взагалі якихось схожих на них суден. В умовах шторму і темряви ніхто зі складу екіпажів есмінців візуально не спостерігав що-небудь, що можна було б надійно ідентифікувати як північнов'єтнамський катер.
У цей час перші повідомлення про передбачуваний напад на американські кораблі в Тонкінської затоці прибули до Вашингтона. Ситуація була неясною, інформація продовжувала поступати, проте президент Джонсон, ймовірно, враховуючи факт інциденту 2 серпня, не поставив під сумнів можливість другого нападу. Він розпорядився завдати авіаційних ударів по базах північнов'єтнамських торпедних катерів і по нафтосховищу, щоб позбавити катери палива.
Операція під кодовою назвою «Пронизуюча стріла» була проведена 5 серпня, це був перший наліт американської авіації на Північний В'єтнам.

## Наслідки
Конгрес США, поставлений перед фактом двох агресивних акцій ВМС Північного В'єтнаму проти американських кораблів в міжнародних водах, 7 серпня ухвалив так звану «Тонкінську» резолюцію.
Резолюція уповноважувала Джонсона вжити заходи для припинення подальших нападів, а також дозволяла президентові зробити всі кроки, включаючи застосування збройних сил США, для захисту свободи країн Південно-Східної Азії. Ця резолюція стала правовою основою для початку повномасштабного втручання США в бойові дії у Південно-Східній Азії без формального оголошення війни.